# Open Hand
Open Hand est un groupe de rock indépendant américain, originaire de Los Angeles, en Californie. Le groupe compte au total trois albums studio, The Dream (2003), You and Me (2005), et Honey (2010).

## Biographie
Le groupe est formé à Hollywood, Los Angeles, en Californie, en 1997 par le guitariste et chanteur Justin Isham, le bassiste Michael Anastasi et le batteur Alex Rodriguez. Le groupe publie deux EP Radio Days (1998) et Evolution (1999), sur le propre label de Justin, American Propaganda. Après leur tournée, ils attirent l'intérêt de Josh Gabriele, fondateur du label Trustkill Records, qui les signe en 2002.
En 2003, Gabriele compile les deux premiers EP du groupe en un pour en faire un album studio intitulé The Dream, qu'il publie sur Trustkill,,. Par la suite, Open Hand tourne en soutien à l'album. Un an plus tard, en 2004, Gabriele, qui avait avancé au groupe 25 000 $, rappelle Justin Isham à ses bons souvenirs : terminer un deuxième album. Sic mois plus tard, Gabriele découvrira qu'Isham avait utilisé cet argent pour bâtir un studio d'enregistrement et n'avait finalement que quelques démos à portée de main. Trouvant ses démos grandioses, il leur avance encore un peu d'argent afin d'enregistrer à Chicago au studio Blasting Room avec Bill Stevenson (The Descendents, All). Ile terminent enfin ce deuxième album, intitulé You and Me, qui est publié en février 2005,,. Pour Gabriele : « C'est l'un des meilleurs albums que j'ai jamais publié. Personne ne l'a acheté ou n'en a jamais entendu parler, mais moi si, et j'en suis fier. » Le groupe tournera longtemps pour l'album entre 2005 et 2009.
Open Hand publie Honey, leur troisième album studio, au label Anodyne Records, en 2010. Le groupe continue de tourner, puis publie un titre appelé Weirdo.

## Discographie

### Albums studio
- 2003 : The Dream
- 2005 : You and Me
- 2010 : Honey

### EP
- 1998 : Radio Days
- 1999 : Evolution